# Rauscher (Familienname)
Rauscher ist ein deutscher Familienname.

## Namensträger
- Andreas Rauscher (* 1978), österreichischer Fußballspieler
- Anton Rauscher (1928–2020), deutscher Jesuit und Sozialethiker
- Arno Rauscher (1874–1950), deutscher Verwaltungsjurist
- Brigitte Rauscher (* 1961), deutsche Kirchenmusikerin
- Bruno Rauscher (1931–2013), deutscher Jurist und Richter
- Christina Rauscher (um 1570–1618), schwäbische Frau, zunächst als Hexe verfolgt, später Regierungskommissarin gegen Justizvergehen
- Doris Rauscher (* 1967), deutsche Politikerin (SPD)
- Edwin von Rauscher auf Weeg (1852–1924),  bayerischer Generalleutnant
- Ernst Rauscher von Stainberg (1834–1919), österreichischer Schriftsteller
- Erwin Rauscher (* 1950), österreichischer Schulentwickler und Lehrer
- Fraa Rauscher (19. Jahrhundert), deutsches Stadtoriginal aus Frankfurt
- Franz Rauscher (Politiker, 1885) (1885–1962), österreichischer Politiker (SPÖ), Vorarlberger Landtagsabgeordneter
- Franz Rauscher (Staatssekretär) (1900–1988), österreichischer Politiker (SPÖ), Nationalratsabgeordneter
- Franz Anton Rauscher (1731–1777), deutscher Maler
- Gabriele Rauscher (* 1970), deutsche Freestyle-Skierin
- Friedrich Johann Georg Rauscher (1790–1856), deutscher Landschaftsmaler und Kunstpädagoge
- Hanns Rauscher (1897–1961), deutscher SA-Führer
- Hans Rauscher (Fußballfunktionär) (1900–1958), österreichischer Fußballfunktionär
- Hans Rauscher (Journalist) (* 1944), österreichischer Journalist und Buchautor
- Hans-Dieter Rauscher (* 1940), deutscher Karateka
- Heinrich Rauscher (Heimatforscher, 1891) (1891–1960), österreichischer Pädagoge und Heimatforscher
- Heinrich Rauscher (Heimatforscher, um 1918) (*  1918/1919), deutscher Handwerker und Heimatforscher
- Hieronymus Rauscher († 1569), deutscher Theologe und Prediger
- Isabel Rauscher (* 1959), österreichische Diplomatin
- Jacob Rauscher (1771–1834), deutsch-niederländischer Militärmusiker und Komponist
- Jakob Rauscher (1800–1866), österreichischer Sänger
- Johann Albrecht Friedrich Rauscher (1754–1808), deutscher Landschaftsmaler und Radierer
- Johann Martin Rauscher (1592–1655), deutscher Theologe und Hochschullehrer
- Jan Ruijscher, anderer Name für Jan Ruijscher (1625–1675), niederländischer Graphiker und Maler
- Josef Rauscher (* 1950), deutscher Philosoph
- Joseph Othmar von Rauscher (1797–1875), österreichischer geistlicher, Erzbischof von Wien
- Klaus Rauscher (* 1949), deutscher Manager
- Manfred Rauscher (1904–1988), Schweizer Luftfahrtingenieur
- Max Rauscher (Kirchenmusiker) (1860–1895), Domkapellmeister in Regensburg
- Max Rauscher (Politiker) (* 1940), österreichischer Politiker (SPÖ), Landesrat und Landtagsabgeordneter in Kärnten
- Michael Rauscher (1875–1915), österreichischer Bildhauer
- Othmar Rauscher (1919–1995),  österreichischer Zisterzienser, Abt von
- Peter Rauscher (* 1970), deutscher Historiker
- Simon Rauscher (* 2002), deutscher Fußballspieler
- Thomas Rauscher (Synchronsprecher) (alias Thomas Otto), deutscher Synchronsprecher
- Thomas Rauscher (Jurist) (* 1955), deutscher Jurist und Hochschullehrer
- Thomas Rauscher (Physiker) (* 1964), österreichischer Physiker und Hochschullehrer
- Ulrich Rauscher (1884–1930), deutscher Journalist, Autor und Diplomat
- Walter Rauscher (* 1962), österreichischer Historiker